# Waljinah

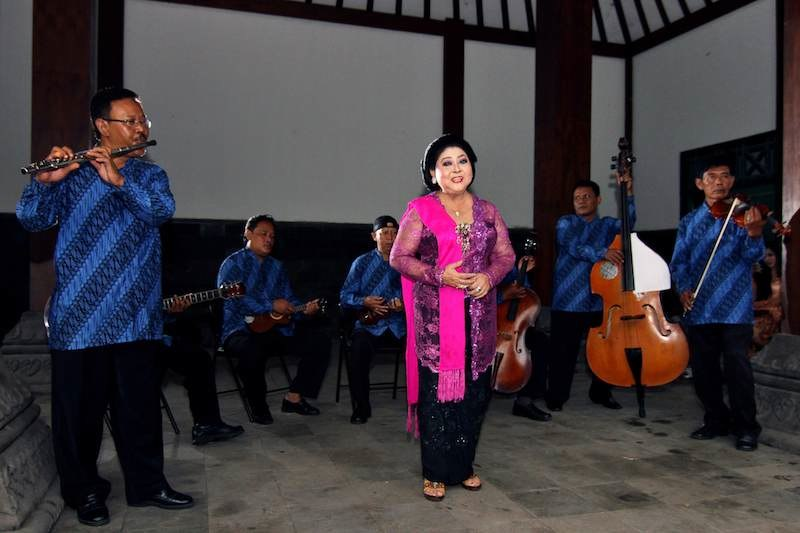
Waljinah

Waljinah (Solo, 7 november 1945) is een van de meest beroemde en geliefde Javaanse traditionele zangeressen. Vooral haar lied "Walangkekek" heeft haar heel populair gemaakt onder de Javanen. Ze heeft ook samengewerkt met Indonesische topartiesten zoals Didi Kempot, Gesang, Titik Puspa enz.
Ze is geboren in Surakarta of Solo, Midden-Java in 1945 als het tiende kind in haar familie. Haar vader was een ambachtsman, die werkte als schilder in een batikfabriek. Haar moeder verkocht voedsel op de markt. In de batikfabriek waar haar vader werkte begon Waljinah te luisteren naar traditionele Javaanse muziek. Op de middelbare school kreeg ze interesse in krontjongmuziek. In 1958 deed ze met aan een zangwedstrijd, gehouden door het nationale Indonesische radiostation RRI Surakarta, en won. Daarmee begon haar carrière als professioneel zangeres. Tot nu toe heeft ze niet minder dan 200 albums opgenomen, met meer dan 1500 liedjes. 
- Library of Congress Control Number: no00060054
- MusicBrainz: 15ed2415-02c8-4ea5-b090-97ef9aa5571e
- Virtual International Authority File: 189149294446080522846